# Чокалова къща
Къщата на Чокалови (на македонска литературна норма: Куќата на Чокалови) е възрожденска къща в град Велес, Република Македония. Сградата е обявена за значимо културно наследство на Република Македония в 1964 година.

## История
Къщата е разположена в Пърцорек, на улица „Йован Наумов Алабакот“ № 7. Изградена е около 1868 година в местността Варналиите заедно със съседните Паунова (№ 12), Тренчовата (№ 5) и Пърнарова къща (№ 3), с които формира впечатляващ комплекс.
Чокаловата къща, както и другите от комплекса, е характерен представител на традиционното строителство във Велес в XIX век. Сградата има забележително красиви резбовани тавани и други характерни елементи от традиционното строителство.